# Michel Deléan
Michel Deléan est un journaliste d'investigation et chroniqueur judiciaire français né en 1963.

## Biographie
Journaliste depuis 1986, il a été pigiste à Libération (1986-1987), reporter chargé des affaires judiciaires au Parisien (1988-1998), puis grand reporter chargé de l’investigation au Journal du dimanche (1999-2010). Il a  rejoint Mediapart en janvier 2011.
Michel Deléan a enquêté sur la plupart des affaires de corruption et de financement politique françaises depuis le début des années 1990. Il a également couvert de grands procès comme ceux de l'Affaire Péchiney, l'affaire Elf, Carlos, Action directe, Paul Touvier, l'assassinat de Yann Piat, Michel Noir, Alain Carignon, Bernard Tapie, Alain Juppé, Dominique de Villepin, Jacques Chirac, Charles Pasqua, Eric Woerth, Jérôme Cahuzac, Claude Guéant, Guy Wildenstein, Christine Lagarde, Georges Tron, Patrick Balkany, François Fillon, Nicolas Sarkozy, Eric Dupond-Moretti et François Bayrou.
Membre de l'Association de la presse judiciaire depuis 1993, il a interviewé plusieurs ministres de la Justice et de l'Intérieur.
Au cours de ses enquêtes, il a également recueilli des interviews exclusives de personnalités comme Christian Didier, l’assassin de René Bousquet (le 8 juin 1993), François Ciolina dans l’affaire de l’office HLM de Paris (OPAC) (le 5 juin 1996), le général Philippe Rondot dans l’affaire Clearstream (le 14 mai 2006), Dominique Erignac, veuve du préfet Claude Erignac (le 10 novembre 2007),      Liliane Bettencourt (le 21 décembre 2008), Jean-Christophe Mitterrand (le 6 novembre 2009), ou encore le juge d’instruction Renaud Van Ruymbeke (les 10 janvier et 29 août 2009), l'ex-trader Jérôme Kerviel (le 1er mai 2010), et Sylvia Wildenstein, la veuve du milliardaire et collectionneur Daniel Wildenstein (le 23 mai 2010).
Il a notamment révélé l'implication des gendarmes d'élite du Groupement de pelotons de sécurité dans l'incendie de paillotes en Corse (le 25 avril 1999), l’affaire de fausses factures de la Fondation Hamon (le 28 septembre 2003), dans laquelle Charles Pasqua et André Santini ont été jugés en octobre 2012, l'affaire du réseau pédophile de l’association L'École en Bateau et du voilier Karrek Ven (le 15 janvier 2006), qui a été jugée en mars 2013, ainsi que l'ampleur du trafic d’œuvres d'art et d'objets volés à l'hôtel Drouot.
À Mediapart, Michel Deléan est à l’origine de nombreuses révélations sur les affaires Liliane Bettencourt, Christine Lagarde, Éric Woerth, Nicolas Sarkozy, Jérôme Cahuzac, Alain Gardère, François Fillon, Éric Dupond-Moretti, Patrick Balkany, mais aussi sur le business du Puy du Fou, ainsi que sur la mort de Rémi Fraisse à Sivens et sur plusieurs affaires de violences policières (seul ou avec ses confrères Fabrice Arfi, Louise Fessard, Karl Laske, Mathilde Mathieu, Laurent Mauduit, Camille Polloni, Antton Rouget). 
Il a également réalisé plusieurs enquêtes sur des affaires de violences sexuelles, notamment chez les avocats et dans le milieu de l'art contemporain.

## Publications
- Qui veut la mort du juge d'instruction ?, Scrineo/Les Carnets de l'Info, 2007.  (ISBN 978-2916628066)
- Adjugé, volé. Chronique d'un trafic à Drouot, Max Milo Éditions, 2011.  (ISBN 978-2315001439)
- Un magistrat politique. Enquête sur Jean-Claude Marin, le procureur le plus puissant de France, Pygmalion, 2015.  (ISBN 978-2756409344)